# Серисјер
Серисјер (фр. Cerisières) насеље је и општина у североисточној Француској у региону Шампањ-Арден, у департману Горња Марна која припада префектури Сен Дизје.
По подацима из 2011. године у општини је живело 98 становника, а густина насељености је износила 9,78 становника/km². Општина се простире на површини од 10,02 km². Налази се на средњој надморској висини од 332 метара.

## Демографија
| 1962. | 1968. | 1975. | 1982. | 1990. | 1999. | 2011. |
| ----- | ----- | ----- | ----- | ----- | ----- | ----- |
| 110   | 113   | 97    | 107   | 106   | 92    | 98    |

График промене броја становника у току последњих година